# Шешори
Ше́шори — село, яке розташоване в Косівському районі Івано-Франківської області. Входить до складу Косівської міської громади.

## Географія

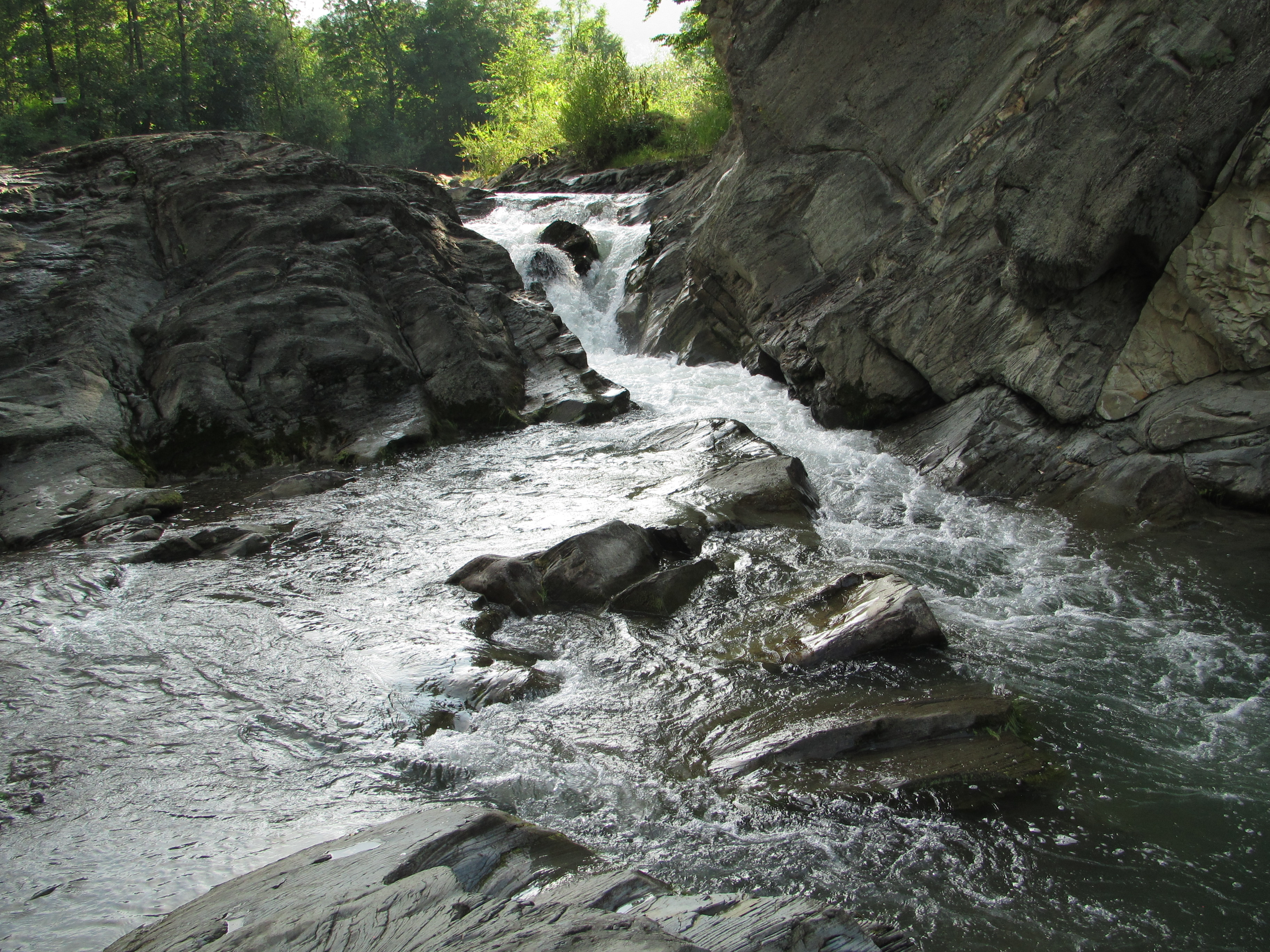
Сріблясті водоспади

Село розміщене в Покутсько-Буковинських Карпатах. Розкинулось на кілька кілометрів вздовж річки Пістиньки. Відстань до районного центру Косів — 12 км, до залізничної станції Коломия — 30 км.
Кутки: Вуглєрка, Грабівка, Демні, Заворіттє, Заріччє Велике, Заріччє Мале, Межиброди, Осередок, Самбір, Царина, Якобівка.
Навколишні гори: хребти Брусний (960 м), Карматура (916 м), Грунь (790 м), Росохата (791 м), Пасічний (695 м), Радул (690 м), Млаки (687 м), Кінь (тягнеться вздовж села на південному сході). В улоговині урочища Лебедин знаходиться озеро природного походження, яке називають Лебединим, в якому ще не відома глибина дна та в якого є цікава легенда пов'язана з селом Шешори.
Шешорські гори вкриті лісами з бука, смереки, ялиці, граба та інших порід (у тому числі, в невеликих кількостях, модрина). На схилах гір поширеною є чорниця, ожина та малина.
Попри те, що річка Пістинька є гірською і на території села спадає каскадом водоспадів (Сріблясті водоспади), вода в ній доволі тепла. На південному заході від села розміщений хребет Брусний, на заході — хребти Карматура (з горою Скильч) і Кошелівка (з горою Лебедин), на сході — хребет Кам'янистий.

## Історія

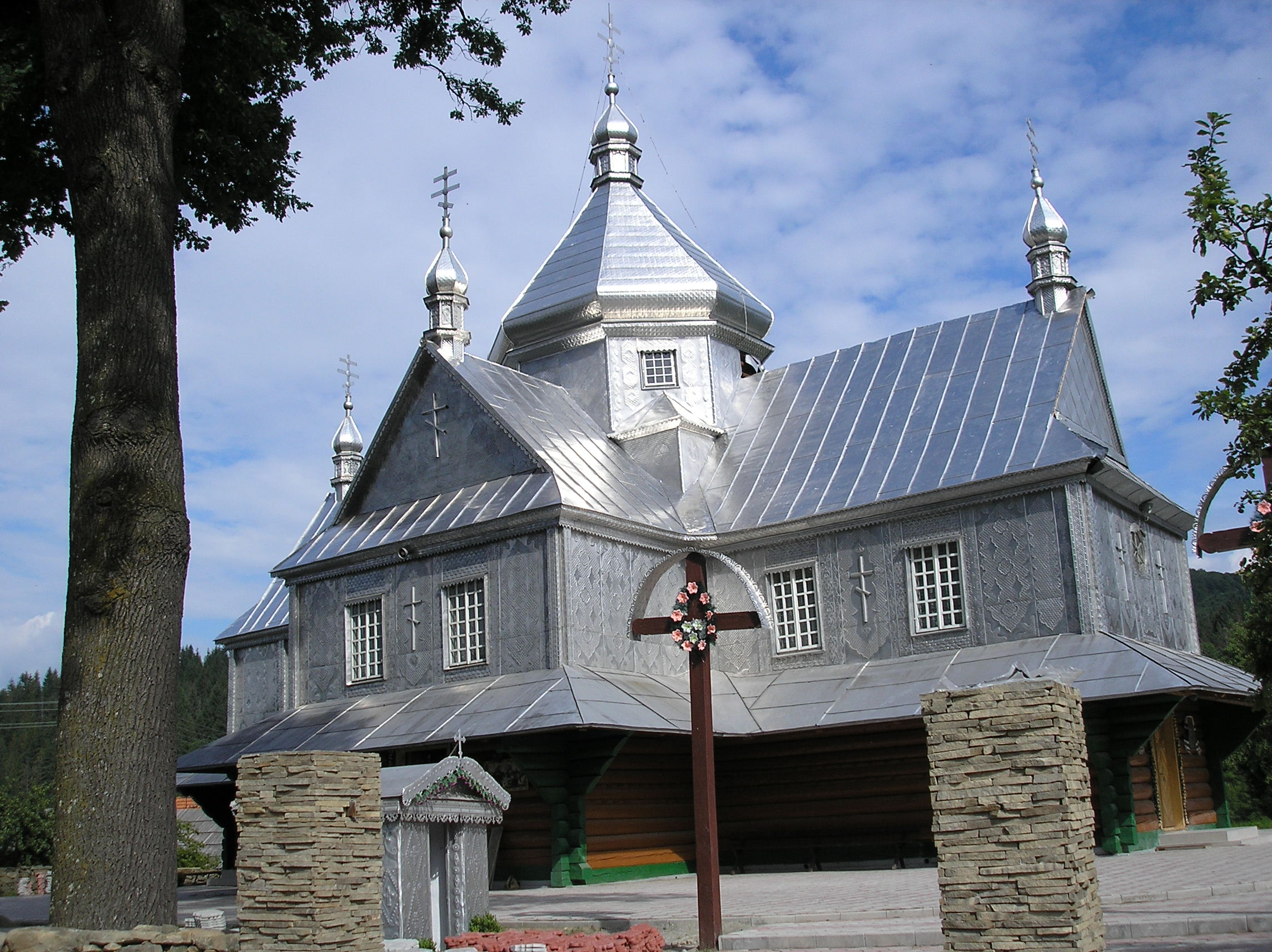
Церква святої Параскеви

Перша письмова згадка про село з'являється в 1427 році (за іншими даними[джерело?] — 1445, село «Гестерув»), хоча поселення існувало й раніше — ще в кам'яну добу. На околицях села знайдено кам'яні знаряддя праці доби бронзи.
У 1817 році тут діяв загін опришків під керівництвом Мозорука з Прокурави. У загоні перебували мешканці Шешорів — Ф. Слгокук, М. Мельник та ін. У 1936 році жителі села за власні кошти побудували пам'ятник Т. Г. Шевченкові.
Під час окупації Радянським Союзом жителі села надавали допомогу місцевим партизанам УПА. 20 жовтня 1950 року біля підніжжя гори Корметура неподалік села загинули члени Карпатського крайового проводу ОУН: Василь Савчак-«Сталь»; окружний провідник ОУН Буковини: Григорій Легкий-«Борис», провідник Коломийського окружного проводу ОУН та інші підпільники. Жителі села шанують загиблих героїв і поставили їм пам'ятники.

## Сучасність
У селі розміщений санаторій-профілакторій «Шешори», в якому лікують хвороби серцево-судинної та периферійної нервової системи, захворювання шлунково-кишкового тракту та суглобів.
Неповна середня школа заснована 1880 року в присілку Царина — початкова школа-садок «Казка». При середній школі працює музей, де зібрано зразки народної творчості: килими, вишивки, писанки, топірці, трембіти тощо. У 2013 році Шешорській ЗОШ було присвоєно ім'я В'ячеслава Чорновола. 
Народний дім, заснований в 1924 році. У селі є 2 бібліотеки, лікарська амбулаторія та аптека.
Є релігійні громади ПЦУ та УГКЦ. Церквою святої Параскеви користується православна громада. Храмові свята 27 жовтня (преподобної Параскевії) та 15 липня — Положення Чесної Ризи Пресвятої Богородиці. Тут є один з найстаріших гуцульських храмів — Горішня церква.
Наявний пам'ятник Тарасові Шевченку — третій в історії села.
У Шешорах збереглися гуцульський музичний фольклор, традиції і ремесла: різьбярство, ткацтво та ліжникарство. Популярні самодіяльні колективи: вокальний ансамбль учителів «Чиста криниця» та сільський хор. 
У селі активно розвивається зелений туризм.

## Фестиваль
У липні 2003—2006 роках у Шешорах проводився Міжнародний фестиваль етнічної музики та ленд арту «Шешори». Учасники були з Австрії, Болгарії, Молдови, Польщі, Росії, Словаччини, Франції, Чехії та України.
У 2007 році фестиваль «Шешори-2007» відбувся не в селі Шешори, а біля села Воробіївка (Вінницький район, Вінницька область).

## Типові прізвища
Типові прізвища в Шешорах: Атаманюк, Петрів, Боринський, Братівник, Василащук, Грикуляк, Іванишин, Крилюк, Лутчак, Мартищук, Мельничук, Миклащук, Михайлюк, Олексюк, Полагнюк, Соколюк, Слижук, Ткачук, Угринюк, Федорчук, Фелещук, Шкром'юк, Якібчук.

## Пам'ятки природи
- Урочище Лебедин з однойменним озером на висоті 650 м над р.м, площа заповідної території 45 га; тут росте багато лікарських рослин;
- Шешорський Гук з висотою падіння 5 м, площа 0,5 га, пам'ятка природи.
- Урочище Петричіла;
- Печера Довбуша — знаменита печера, в якій переховувався Олекса Довбуш з опришками у XVIII столітті.

## Відомі люди

### Народились
- Володимир Олексюк (25 січня 1913 — 30 вересня 1993) — український релігієзнавець, філософ;
- Ганна Василащук (1924—2004)— українська майстриня декоративного мистецтва (художнє ткацтво);
- Олександра Василащук (1928) — майстер народної творчості, українська письменниця, лауреат Державної премії ім. Т. Г. Шевченка;
- Ксеня Данилишин (1924—2017) — жінка для якої було написано пісня-танго «Гуцулко Ксеню»;
- Мирослав Якібчук (1968) — український політик, громадський діяч, лідер профспілкового руху;
- Олег Габорак (1997—2015) — солдат Збройних сил України, учасник російсько-української війни.
- Паламар Ангелина Омелянівна (1924—2025) — зв'язкова та розвідниця Української повстанської армії.

### Пов'язані з селом
- Костянтин Геник (псевдо «Крук») — загинув 1 грудня 1950, в урочищі «Петричила» між Шешорами і Прокуравою — військовий діяч, командир сотні УПА, заступник окружного референта СБ Коломийщини;
- Іван Боднарчук (1910—1990)—український письменник, диригент хорів, педагог, журналіст та громадський і культурний діяч, у 40 — х роках працює вчителем української мови, літератури та музики в школі Шешори.

## Світлини та відео

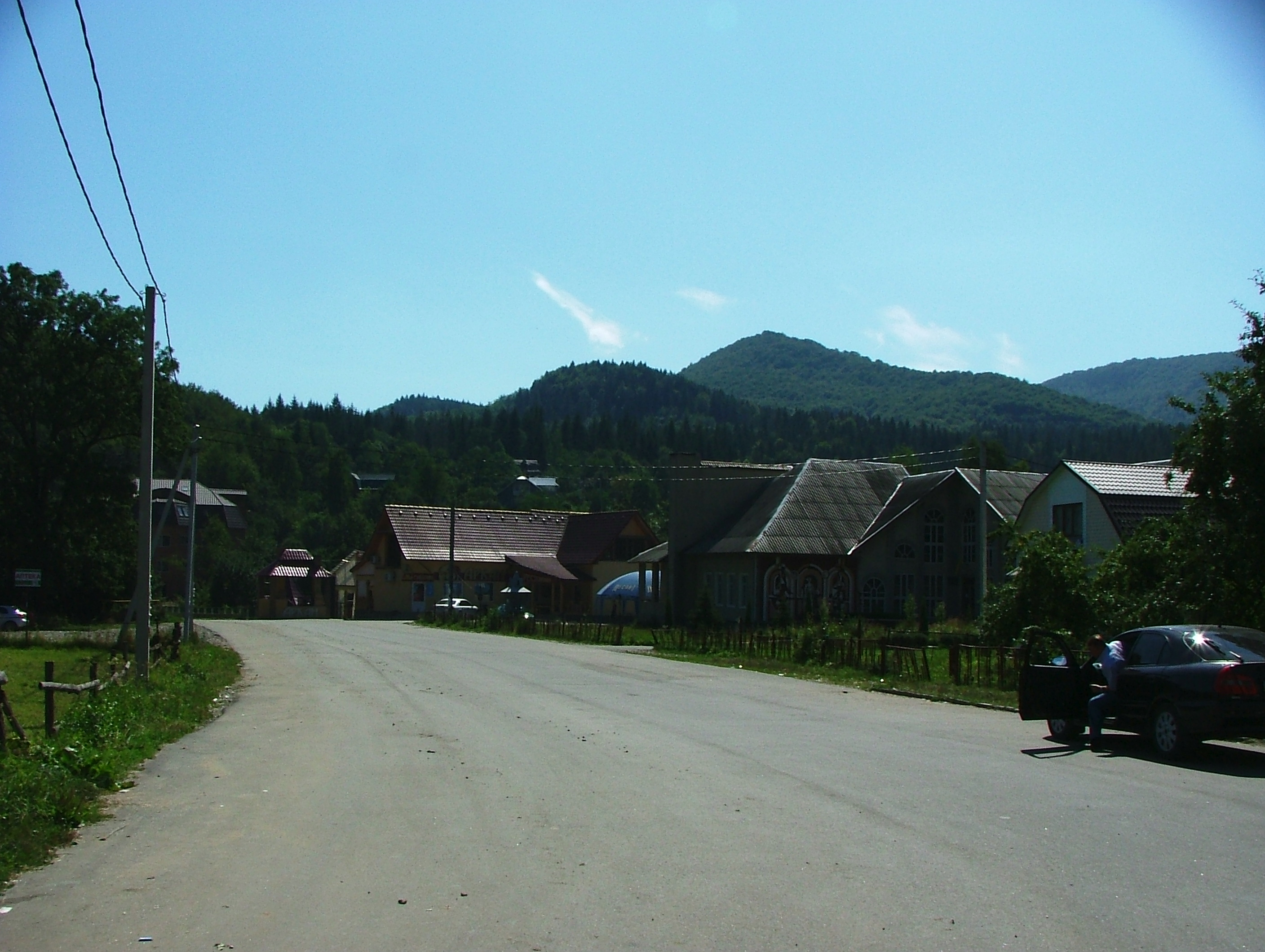
На головній вулиці села
Пам’ятний знак на честь Івана Франка
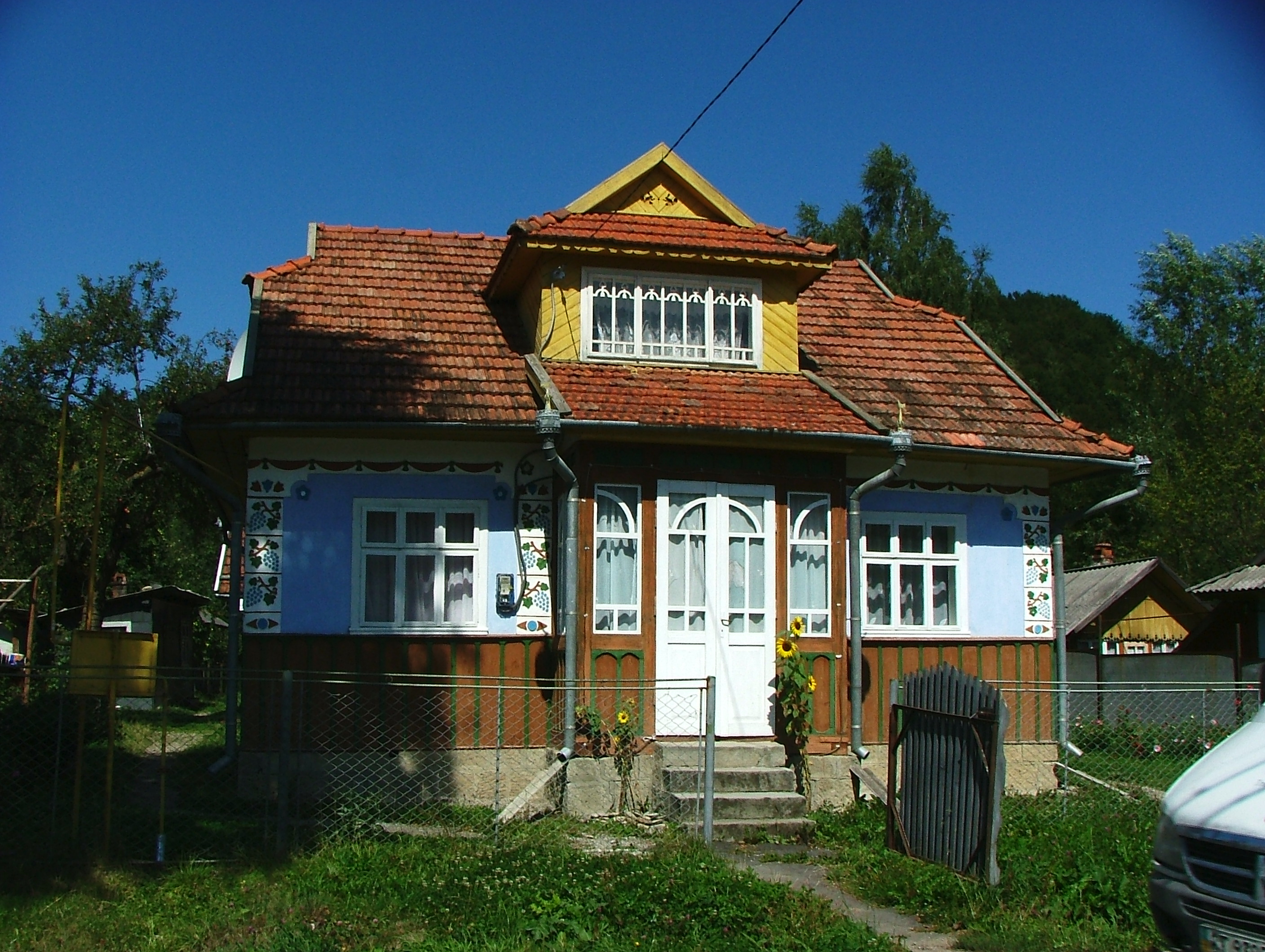
Гуцульський будинок
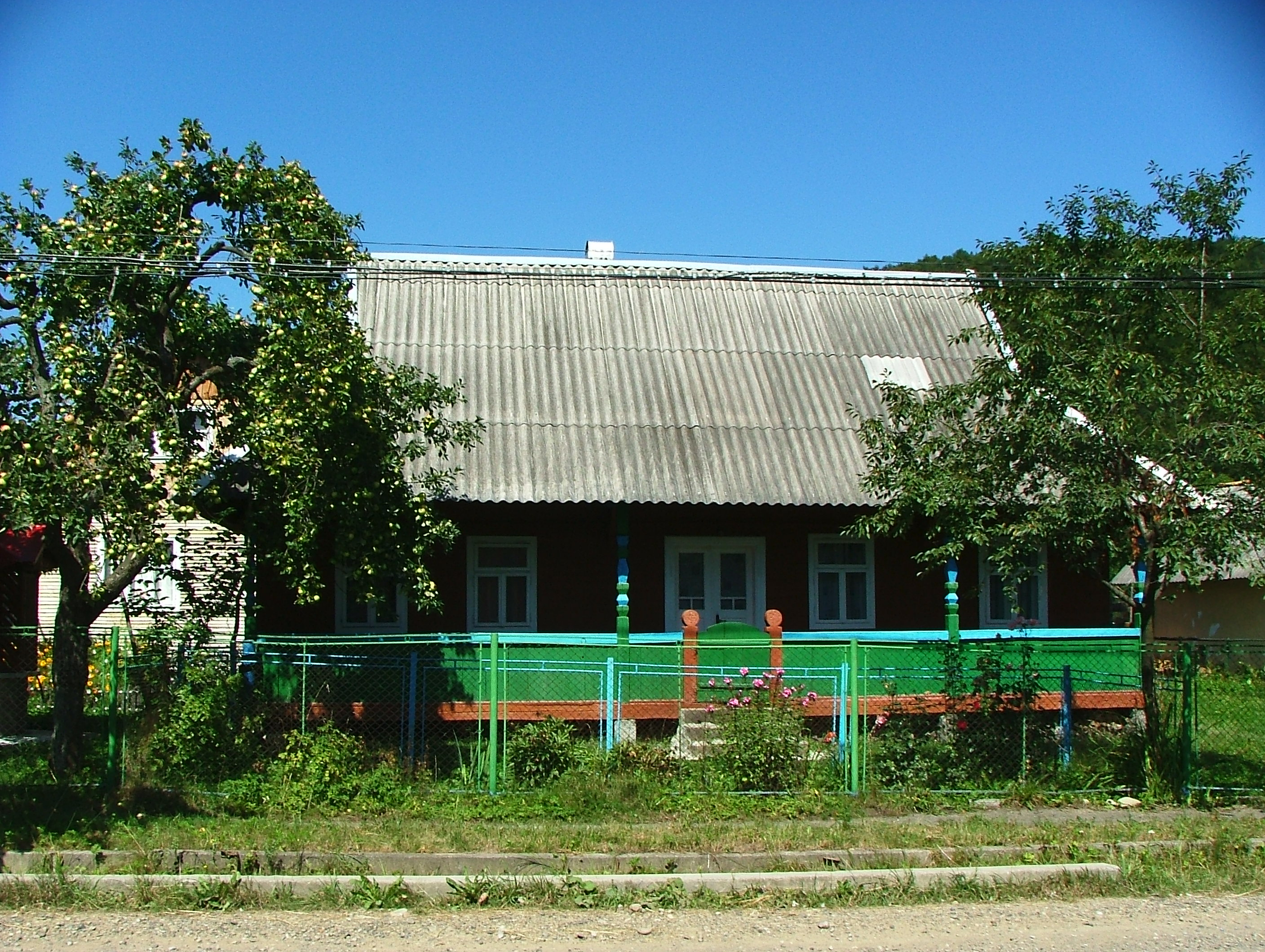
Хата з гуцульським портиком
- Сріблясті водоспади (відео)